# Озёрная (приток Озёрки)
Озёрная — река в России, протекает по Орловской области. Правый приток реки Озёрка.

## География
Река Озёрная берёт начало у деревни Журавец. Течёт на запад. Устье реки находится у деревни Большегорье в 11 км по правому берегу реки Озёрка. Длина реки составляет 13 км.

## Данные водного реестра
По данным государственного водного реестра России относится к Окскому бассейновому округу, водохозяйственный участок реки — Ока от города Орёл до города Белёв, речной подбассейн реки — бассейны притоков Оки до впадения Мокши. Речной бассейн реки — Ока.
Код объекта в государственном водном реестре — 09010100212110000018261.